# Васильева, Алла Евгеньевна
Алла Евгеньевна Васильева (15 июля 1933, Москва — 17 марта 2018, там же) — советская и российская виолончелистка, гамбистка, педагог, дирижёр и писательница, народная артистка Российской Федерации (1994).

## Биография

### Детство и учеба
Родилась 15 июля 1933 в Москве в семье архитектора. Обучаться на виолончели стала с 7 лет в ДМШ Бауманского района у Ефима Михайловича Гендлина. Через год, после начала Великой Отечественной войны она была отправлена эвакуирована на три года в Южный Казахстан, где не имела возможности заниматься на виолончели. По возвращении в Москву ранней весной 1944 года поступила в другую районную ДМШ к выпускнику Парижской консерватории Андрею Алексеевичу Борисяку, брату известного геолога и палеонтолога А. А. Борисяка.
Осенью того же года Алле Васильевой порекомендовали поступить в Центральную музыкальную школу, и она поступила к Г. С. Козолуповой. У неё она училась до 1947 года, а после ухода педагога из ЦМШ виолончелистка стала учиться у 19-летнего М. Л. Ростроповича. С ним она окончила школу в 1951 году. Во время учёбы частно занималась вокалом.
Затем А. Васильева поступила в Московскую консерваторию и продолжила там учиться у М. Л. Ростроповича. Она была его первым выпуском в 1956 году. Затем к нему же она поступила в заочную исполнительскую аспирантуру, где проучилась до 1960 года.
Во время учёбы в консерватории помимо курса общего фортепиано А. Васильева посещала органный класс профессора Л. Ройзмана, а после окончания учёбы ей официально предлагали учиться на кафедре специального фортепиано, но она отказалась.
Похоронена в Москве, на Ваганьковском кладбище , участок 43.

## Исполнительская деятельность

### Сольная исполнительская деятельность
Первое публичное выступление А. Васильевой состоялось 2 мая 1941 года в Малом зале Московской консерватории в рамках отчетного концерта музыкальных школ Москвы.
Во время учёбы в ЦМШ виолончелистка была увлечена камерным жанром. В течение 10 лет она участвовала в струнном квартете во главе с З. Шихмурзаевой. Квартету прочили великое будущее, но по разным причинам он распался. Тем не менее А. Васильева играла с ней вплоть до 2006 года.
Первый сольный концерт она дала в Саратовской филармонии 3 ноября 1956 года, на следующий день она дебютировала с оркестром, исполнив Вариации на тему рококо П. И. Чайковского.
В январе 1957 года заняла второе место на Всесоюзном конкурсе виолончелистов, а в июле того же года выиграла международный конкурс в рамках Шестого всемирного фестиваля молодежи и студентов в Москве.
Во время учёбы в заочной аспирантуре Московской консерватории дала четыре сольных аспирантских концерта в 1958—1959 годах в Малом и Белом залах.
М. Ростропович очень хотел, чтобы его аспирантка в дальнейшем приняла участие во втором конкурсе им. П. И. Чайковского, но неожиданно она отказывается от участия. Ей «была чужда атмосфера музыкального марафона, далекого от целей искусства». М. Ростропович гневался и недоумевал и косвенно стал причиной осложнения сольной карьеры виолончелистки почти на 25 лет, несмотря на её победы в конкурсах и успешные выступления на концертах.
За годы сольной концертной деятельности играла с такими дирижёрами, как Р. Баршай, Ю. Аранович, В. Дударова, В. Булахов, Яковенко, К. Кольчинская, В. Карначев и Ю. Симонов, В. Керн, П. Коган. Выступала в Москве, Ленинграде, Саратове, Рязани, Киеве, Минске, Калининграде, в других городах России и Украины, а также в Эстонии, США и Японии.
Концертировала с пианистом М. Мунтяном, часто выступала с Ш. Каллошем, который посвятил ей свои виолончельные концерты.
А. Васильева испытывает огромную тягу к старинной музыке, и в 1964 году впервые сыграет на концерте в составе Московского камерного оркестра на гамбе. Но только спустя 7 лет, 24 сентября 1971 года, А. Васильева впервые сыграет на этом инструменте сольно в Малом зале Московской консерватории.
23 сентября 1984 года в честь грядущего 300-летия со дня рождения И. С. Баха А. Васильева впервые в истории СССР исполнила за один вечер все шесть сюит для виолончели соло в Малом зале консерватории в оригинале: пятая сюита со скордатурой, шестая — на пятиструнной виолончели (виола помпоза). В следующем году фирмой «Мелодия» эти сюиты будут записаны и изданы. Это и станет толчком развернутой концертной деятельности виолончелистки.
Также на пятиструнной виолончели они исполняла чакону из скрипичной партиты № 2 d-moll И. С. Баха.
В программах звучали произведения классиков, романтиков и других композиторов XIX века (Й. Гайдн, Л. Боккерини, Л. ван Бетховен, А. Дворжак, К. Дебюсси, Ф. Шопен, Ф. Шуберт, Й. Брамс, Дж. Россини, П. Чайковский, и др.), а также барочная музыка (И. С. Бах, К. Ф. Э. Бах, Г. Ф. Гендель, А. Вивальди, М. Маре, Д. Букстехуде, Ф. Джеминиани, М. Корретт, Ж. Бреваль, Дж. Фрескобальди, А. Корелли, Ф. Куперен и др.) и музыка XX столетия (С. Рахманинов, С. Прокофьев, Н. Мясковский, Д. Шостакович, Д. Кабалевский, Б. Чайковский, Т. Хренников, М. Вайнберг, Ш. Каллош, Д. Кривицкий, Ю. Левитин, Р. Бунин, П. Хиндемит, В. Лютославский, А. Шникте и др.).
Также примечателен её интерес к творчеству А. Рубинштейна, уже почти забытого соотечественника. В 1988 году она записала вместе с Ю. Симоновым и его Государственным малым симфоническим оркестром первый виолончельный концерт, не исполнявшийся долгое время. А спустя 7 лет, в 1995 году, она его исполнила в камерном зале Московской филармонии с симфоническим оркестром под управлением В. Дударовой. Также она неоднократно исполняла обе его виолончельные сонаты, часто — на концертах ансамбля «Рубинштейн-трио».

### Московский камерный оркестр
В начале октября 1955 года Алла Васильева была рекомендована М. Ростроповичем Р. Баршаю в его только что созданный Московский камерный оркестр, и она в итоге проработала бессменным концертмейстером басовой группы 40 лет, несмотря на уход главного дирижёра. За годы работы она сыграла около 2500 концертов. Она солировала с оркестром, исполняя концерт G-dur А. Вивальди, концерт № 1 C-dur Й. Гайдна, концерт c-moll К. Ф. Э. Баха и концерт № 1 B-dur Л. Боккерини, а также солируя в других сочинениях вместе с Л. Маркизом, Б. Шульгиным, А. Корнеевым, С. Дижуром и другими солистами оркестра.
Она была единственной женщиной в мужском коллективе.
Работая у Р. Баршая, А. Васильева дебютировала как клавесинистка и гамбистка. Первое исполнение на гамбе состоялось 1 марта 1964 года в Большом зале Московской консерватории, камерный оркестр исполнил вторую инструментовку Р. Баршая «Искусства фуги» И. С. Баха. После этого она регулярно играла на двух и более инструментах в течение одного концерта.

### Рубинштейн-трио
После того, как она покинула камерный оркестр в 1994 году, она создала фортепианное трио «Рубинштейн-трио» в честь 100-летия со дня смерти А. Рубинштейна. Первоначально в нём играли Ася Кушнер (скрипка) и Александр Рувинштейн (фортепиано). Первый концерт состоялся 12 октября 1994 года.
Также в этом трио играли пианисты Михаил Мунтян, Станислав Забавников, Елена Савельева, Елена Натансон и скрипачи Римма Степанян, Сергей Кравченко, Людмила Славянова, Ариадна Анчевская. Последний концерт «Рубинштейн-трио» состоялся в Московской филармонии 18 октября 2008 года, уже после травмы руки. Этот концерт был посвящен 75-летнему юбилею виолончелистки. С этого времени она больше не занимается исполнительской деятельностью.

## Педагогическая деятельность
Алла Васильева начала заниматься преподаванием после окончания Московской консерватории в 1956 году. В ЦМШ она проработала один год как ассистент М. Ростроповича, а в следующем году стала полноправным педагогом и проработала там 15 лет. Также в 1957 году она проработала один год в ГМПИ им. М. М. Ипполитова-Иванова, после чего осталась только в ЦМШ, поскольку стало невозможно совмещать активную гастрольную и педагогическую деятельность. Также она регулярно во время гастрольных поездок давала мастер-классы: 1991 — Глазго (Шотландия), 1998 — Идрия (Словения), 2001 — Астрахань и Сеул (Корея), 2003 — Пушкино, 2004 — Уфа, 2005 — Тель-Авив.

### Академия имени Маймонида
В 1994 году по предложению Президента (в то время — ректора) ГКА им. Маймонида Вероники-Ирины Коган виолончелистка стала работать на должности доцента на кафедре виолончели и контрабаса. Ученое звание доцента ей было присвоено спустя три года. А в 1999 году продолжила работу как профессор, тогда же она получила соответствующее ученое звание. В 2006-2013 годах была заведующей кафедры.
В 1995 году начала преподавать на кафедре струнного квартета, а в 2006-2012 также являлась заведующей.
В 1998—1999 руководила студенческим симфоническим оркестром и была его дирижером. Дирижировала в Доме культуры РЭУ им. Г. В. Плеханова и в Доме ученых в Москве.
С 2014 года А. Васильева преподает только на кафедре виолончели и контрабаса.
Во время работы в академии им. Маймонида А. Васильева воспитала лауретов международных конкурсов и других востребованных музыкантов, таких, как Светлана Фарченко, Зоя Шерешкова и Михаил Аленин.
Она регулярно устраивала концерты-«виолончельные сериалы»: концерты были посвящены творчеству отдельного композитора, например, все пять виолончельных сонат Л. ван Бетховена за один вечер.

## Литературная деятельность
После окончания оркестровой деятельности А. Васильева, помимо возобновления преподавательской деятельности, начала писать книги. Книги были адресованы как профессиональным музыкантам («Мой самоучитель», «Практические наставления по классу квартета»), так и описывали её биографию («Мое Credo», «Исповедь музыканта»), также она сочиняла басни («Привет Эзопу!»), а в 2015—2016 годах издала две книги: «Жизни карусель» (свободный трактат на философскую тему) и «Хочешь жить — умей вертеться», которые являются обыгрыванием в стихотворной форме цитат различных известных людей, адаптированных к реальной жизни. В книгах «Мое Credo» и «Практические наставления по классу квартета» есть стихотворные портреты различных композиторов, произведения которых она исполняла.
Также она выпустила собственную редакцию шести сюит для виолончели соло И. С. Баха с предисловием и указаниями к штрихам, форшлагам, трелям и аккордам.
В 2011 году на презентации книги басен «Привет Эзопу!» в ЦДРИ она получила золотую медаль им. С. Есенина и стала членом Союза писателей России

## Посвящения
- 7 декабря 2014 года А. Васильевой был преподнесен «концерт-подарок» в честь 20-летия работы в академии им. Маймонида, где приняли участие её студенты и выпускники, а также студенты профессора А. Францевой, доцентов Т. Поспеловой и О. Радзецкой.
- 5 ноября 2016 года в ЦДРИ в честь 60-летия педагогической деятельности прошёл концерт, посвященный 150-летию со дня смерти бельгийского виолончелиста и композитора Франсуа Серве. После этого концерта она стала членом Общества Серве в Бельгии.

## Награды и звания
- 1957 — лауреат II премии Всесоюзного конкурса (Москва)
- 1957 — победитель международного конкурса в рамках Шестого всемирного фестиваля молодёжи и студентов (Москва)
- 1981 — Заслуженная артистка РСФСР[8]
- 1994 — Народная артистка Российской Федерации — за большие заслуги в области музыкального искусства[9]
- 1997 — учёное звание доцента
- 1999 — учёное звание профессора
- 2004 — Орден Дружбы[10]
- 2011 — Золотая медаль им. С. Есенина (Москва)
- 2011 — членство в Союзе писателей России

## Студийные записи
- 1957 — И. С. Бах. Бранденбургский концерт № 3. Солисты Московского камерного оркеста: Борис Шульгин, Лев Маркиз, Владимир Рабей (скрипка), Рудольф Баршай, Михаил Богуславский, Галина Одинец (альт), Алла Васильева, Борис Доброхотов, Евгений Хренов (виолончель), Альберт Гегин (контрабас), Сергей Дижур (чембало). Дирижёр — Рудольф Баршай.
- 1958 — А. Вивальди. Concerto grosso для четырёх скрипок и виолончели с оркестром h-moll op. 3 № 10. Борис Шульгин, Лев Маркиз, Владимир Рабей, Леонид Полеес (скрипка), Алла Васильева (виолончель), Московский камерный оркестр, дирижёр — Рудольф Баршай.
- 1959 — Г. Ф. Гендель. Concerto grosso для двух скрипок, виолончели и камерного оркестра h-moll op. 1 № 12. Борис Шульгин, Лев Маркиз (скрипка), Алла Васильева (виолончель), Московский камерный оркестр, дирижёр — Рудольф Баршай.
- 1963 — А. Вивальди. Концерт для скрипки, виолончели, клавесина и струнного оркестра B-dur. Евгений Смирнов (скрипка), Алла Васильева (виолончель), (клавесин, исполнитель не указан), Московский камерный оркестр, дирижёр — Рудольф Баршай.
- 1970 — И. С. Бах. Три сонаты для виолы да гамбы и клавесина (BVW 1027—1029). Алла Васильева (гамба), Михаил Мунтян (клавесин).
- 1973 — Г. Ф. Гендель. Две сонаты для виолы да гамба и клавесина (C-dur, g-moll). Алла Васильева (гамба), Михаил Мунтян (клавесин).
- 1973 — А. Вивальди. Три концерта для виолончели, струнных и чембало (op. 5, op. 9, op. 13). Алла Васильева (виолончель), Елена Раскова (клавесин), Московский камерный оркестр, дирижёр — Рудольф Баршай.
- 1974 — Л. Винчи. Соната для флейты и бассо континуо D-dur. Владимир Федотов (флейта), Алла Васильева (виолончель), Лев Болдырев (фортепиано).
- 1975 — Г. Ф. Телеман. Соната для виолы да гамба соло D-dur.
- 1975 — Г. Ф. Телеман. Три сонаты для виолы да гамба и клавесина (a-moll, e-moll, G-dur). Алла Васильева (гамба), Михаил Мунтян (клавесин).
- 1975 — М. Вайнберг. Две сонаты для виолончели и фортепиано (op. 21, op. 63). Алла Васильева (виолончель), Моисей Вайнберг (фортепиано).
- 1975 — Б. Чайковский. Соната для виолончели и фортепиано. Алла Васильева (виолончель), Борис Чайковский (фортепиано).
- 1976 — Ф. Куперен. Концерт № 7 для флейты, клавесина и виолончели. Владимир Федотов (флейта), Лев Болдырев (клавесин), Алла Васильева (виолончель).
- 1976 — Г. Ф. Гендель. Две сонаты для блокфлейты и бассо континуо (ор. 1 № 4, ор. 1 № 7). Владимир Федотов (блокфлейта), Алла Васильева (гамба), Лев Болдырев (чембало).
- 1976 — М. Вайнберг. Струнный квартет № 12 op. 103. Евгений Смирнов, Арнольд Кобылянский (скрипка), Вячеслав Трушин (альт), Алла Васильева (виолончель).
- 1976 — И. С. Бах. Бранденбургский концерт № 6. Вячеслав Трушин, Игорь Богуславский (альт), Алла Васильева, Марк Вайнрот (гамба), Виктор Симон (виолончель), Леопольд Андреев (контрабас), Михаил Мунтян (клавесин).
- 1976 — Г. Ф. Гендель. Две сонаты для скрипки и бассо континуо (ор. 1 № 12 и ор. 1 № 15). Виктор Пикайзен (скрипка), Алла Васильева (виолончель), Алексей Любимов (клавесин).
- 1976 — Э. Майнарди. Соната для виолончели и фортепиано. Алла Васильева (виолончель), Михаил Мунтян (фортепиано).
- 1976—1977 — Г. Ф. Гендель. Пять сонат для скрипки, клавесина и виолы да гамба (ор. 1 № 3, 6, 10, 13, 14). Виктор Пикайзен (скрипка), Алексей Любимов (клавесин), Алла Васильева (гамба).
- 1976—1977 — К. Ф. Э. Бах. Две сонаты для виолы да гамба и бассо континуо (C-dur, D-dur). Алла Васильева (гамба), Михаил Мунтян (клавесин).
- 1977 — К. Ф. Э. Бах. Соната для виолы да гамба и клавесина G-dur. Алла Васильева (гамба), Михаил Мунтян (клавесин).
- 1977 — Г. Ф. Телеман. Концерт (соната) для скрипки, виолы да гамба и клавесина E-dur. Виктор Пикайзен (скрипка), Алла Васильева (виолончель), Михаил Мунтян (клавесин).
- 1977 — М. Вайнберг. Струнный квартет № 11 op. 89. Евгений Смирнов, Арнольд Кобылянский (скрипка), Вячеслав Трушин (альт), Алла Васильева (виолончель).
- 1977 — Д. Кабалевский. Соната для виолончели и фортепиано ор. 71 № 1. Алла Васильева (виолончель), Михаил Мунтян (фортепиано).
- 1977 — Д. Кабалевский. Рондо для виолончели и фортепиано (памяти С. Прокофьева). Алла Васильева (виолончель), Михаил Мунтян (фортепиано).
- 1977 — Л. Книппер. Струнный квартет № 2 F-dur (одночастный). Зариус Шихмурзаева, Татьяна Година (скрипка), Галина Одинец (альт), Алла Васильева (виолончель).
- 1978 — Р. Маре. Сюита № 3 для виолы да гамба и клавесина h-moll Алла Васильева (гамба), Михаил Мунтян (клавесин).
- 1978 — Л. Моцарт. Дивертисменты № 1-3 для двух скрипок и виолончели (G-dur, C-dur, D-dur). Евгений Смирнов, Леонид Полеес (скрипка), Алла Васильева (виолончель).
- 1978 — Л. ван Бетховен. Соната № 1 для виолончели и фортепиано F-dur op. 5 № 1. Алла Васильева (виолончель), Михаил Мунтян (фортепиано).
- 1978 — А. Вивальди. Концерт № 17 F-dur № 24 d-moll для виолончели, струнных и чембало. Алла Васильева (виолончель), Михаил Мунтян (клавесин), Московский камерный оркестр, дирижёр — Игорь Безродный.
- 1979 — М. Маре. Чакона для виолы да гамба и клавесина. Алла Васильева (гамба), Михаил Мунтян (клавесин).
- 1979 — М. Маре. Гробница (пьеса для виолы да гамба и клавесина). Алла Васильева (гамба), Михаил Мунтян (клавесин).
- 1979 — М. Маре. Сюита для виолы да гамба и клавесина h-moll. Алла Васильева (гамба), Михаил Мунтян (клавесин).
- 1979 — Д. Букстехуде. Соната для виолы да гамбы и клавесина. Алла Васильева (гамба), Михаил Мунтян (клавесин).
- 1979 — М. Коретт. Соната для виолы да гамба и клавесина. Алла Васильева (гамба), Михаил Мунтян (клавесин).
- 1979 — Ф. Шуберт. Октет для двух скрипок, альта, виолончели, контрабаса, кларнета, валторны и фагота F-dur op. 166. Евгений Смирнов, Арнольд Кобылянский (скрипка), Вячеслав Трушин (альт), Алла Васильева (виолончель), Рустем Габдуллин (контрабас), Лев Михайлов (кларнет), Александр Кузнецов (валторна), Валерий Попов (фагот).
- 1980 — К. Ф. Абель. Шесть сонат для виолы для гамба и клавесина. Алла Васильева (гамба), Михаил Мунтян (фортепиано).
- 1980 — А. Алябьев. Струнный квартет № 3 G-dur. Евгений Смирнов, Елена Аджемова (скрипка), Вячеслав Трушин (альт), Алла Васильева (виолончель).
- 1981 — К. Дебюсси. Струнный квартет g-moll op. 10. Евгений Смирнов, Елена Аджемова (скрипка), Вячеслав Трушин (альт), Алла Васильева (виолончель).
- 1981 — Ш. Каллош. Концерт для виолончели и камерного ансамбля (одночастный) (1977). Алла Васильева (виолончель), камерный ансамбль, дирижёр — Шандор Каллош.
- 1982 — Ф. Куперен. Сюита № 1 для виолы да гамба и клавесина. Алла Васильева (гамба), Михаил Мунтян (клавесин).
- 1982 — Ф. Куперен. Прелюдия и фугетта для виолы да гамба и клавесина. Алла Васильева (гамба), Михаил Мунтян (клавесин).
- 1982 — К. Л. д’Эрвелуа. Сюита № 1 для виолы да гамба и клавесина A-dur. Алла Васильева (гамба), Михаил Мунтян (клавесин).
- 1982 — К. Л. д’Эрвелуа. Мельница (пьеса для виолы да гамба и клавесина). Алла Васильева (гамба), Михаил Мунтян (клавесин).
- 1982 — К. Л. д’Эрвелуа. Прелюдия для виолы да гамба соло.
- 1982 — К. Л. д’Эрвелуа. Чакона «Ла Бриссон» для виолы да гамба и клавесина. Алла Васильева (гамба), Михаил Мунтян (клавесин).
- 1983 — Л. ван Бетховен. Соната № 2 для виолончели и фортепиано g-moll op. 5 № 2. Алла Васильева (виолончель), Михаил Мунтян (фортепиано).
- 1986 — Ф. Витачек. Сюита для четырёх виолончелей ор. 13. Алла Васильева (1-я виолончель), Александр Ковалев (2-я виолончель), Николай Сильвестров (3-я виолончель), Александр Касьянов (4-я виолончель).
- 1990 — С. Прокофьев. Баллада для виолончели и фортепиано ор. 15. Алла Васильева (виолончель), Алексей Шмитов (фортепиано).
- 1990 — Д. Геддес. Колланиш № 4 для виолончели соло.
- 1990 — Т. Вилсон. Фантазия для виолончели соло.
- 1991 — Д. Геддес. Соната для виолончели и фортепиано (одночастная). Алла Васильева (виолончель), Алексей Шмитов (фортепиано).
- 1991 — Т. Вилсон. Соната для виолончели и фортепиано. Алла Васильева (виолончель), Алексей Шмитов (фортепиано).
- 1991 — Т. Хренников. Соната для виолончели и фортепиано ор. 31. Алла Васильева (виолончель), Алексей Шмитов (фортепиано).
- 1992 — Ф. Шопен. Соната для виолончели и фортепиано ор. 65. Алла Васильева (виолончель), Алексей Шмитов (фортепиано).
- 1993 — С. Рахманинов. Соната для виолончели и фортепиано ор. 19. Алла Васильева (виолончель), Алексей Шмитов (фортепиано).
- 1994 — А. Рубинштейн. Соната для виолончели и фортепиано № 1 ор. 18. Алла Васильева (виолончель), Михаил Мунтян (фортепиано).

## Трансляции
- 02.04.1956 — концерт Московского камерного оркестра, дирижёр — Рудольф Баршай. Малый зал МГК им. П. И. Чайковского.
- 04.04.1964 — концерт Мстислава Ростроповича. Малый зал МГК им. П. И. Чайковского.
- 22.10.1981 — концерт Михаила Фихтенгольца. Концертный зал им. П. И. Чайковского.
- 28.05.1982 — концерт Аллы Васильевой (фортепиано — Татьяна Сергеева). Концертный зал Института (ныне — РАМ) им. Гнесиных.
- 10.01.1983 — концерт камерной музыки (Алла Васильева, Михаил Мунтян). Концертный зал РАМ им. Гнесиных.
- 20.03.1983 — вечер вокальной и органной музыки. Большой зал МГК им. П. И. Чайковского.
- 24.11.1984 — концерт Михаила Фихтенгольца. Малый зал МГК им. П. И. Чайковского.
- 16.02.1985 — концерт Михаила Фихтенгольца. К 300-летию со дня рождения И. С. Баха. Малый зал МГК им. П. И. Чайковского.
- 23.10.1985 — вечер старинной музыки. Малый зал МГК им. П. И. Чайковского.
- 05.10.1986 — концерт Аллы Васильевой и Олега Янченко (орган, клавесин). Малый зал МГК им. П. И. Чайковского.

## Литературное творчество
- 1996 — Исповедь музыканта: Мои уроки
- 2000 — Мой алфавит
- 2005 — Мой самоучитель
- 2011 — Привет Эзопу!
- 2011 — Моя «Синяя птица» в постижении вселенской Мудрости
- 2012 — Мое credo
- 2015 — Практические наставления по классу квартета
- 2015 — Жизни карусель: философский трактат на свободную (вольную) тему
- 2016 — Хочешь жить — умей вертеться

## В качестве редактора/составителя
- 1971 — А. Вивальди. Концерт № 9 си минор для виолончели и камерного оркестра: Изд. для виолончели и фортепиано / Переложение и редакция А. Васильевой. — М.: Музыка, 1971. — 20, 7 с.
- 1972 — Пьесы французских композиторов: Для виолончели и фортепиано / Составитель А. Васильева. — М.: Музыка, 1972. — 48, 16 с.
- 1979 — Пьесы венгерских композиторов: Для виолончели и фортепиано / Составитель и ред. А. Васильева. — М.: Музыка, 1979. — 38 с. включ. обл., 11 с.
- 1989 — Произведения китайских композиторов: Для виолончели и фортепиано / Составитель А. Васильева. — М.: Музыка, 1989. — 39 с., 1 парт. (16 с.).
- 1999 — И.С. Бах. Шесть сюит для виолончели соло / Редакция и предисловие А. Васильевой. — М.: Rutens, 1989. — 54 с.
- 2011 — Проблемы фортепианной педагогики в современном аспекте [Текст] : научно-методическая конференция памяти профессора Е.П. Макуренковой и доцента И.М. Ивановой / Министерство культуры Российской Федерации, Российская академия музыки им. Гнесиных, Методический кабинет при Министерстве культуры Московской обл., Черноголовская школа искусств им. проф. Е.П. Макуренковой; [под общ. ред. А.Е. Васильевой]. — Москва: РИО РАМ им. Гнесиных, 2011. — 151, [2] с., [3] л. портр. : ноты; 22 см.